# Micrognathus brevicorpus
Micrognathus brevicorpus är en fiskart som beskrevs av Hans W. Fricke 2004. Micrognathus brevicorpus ingår i släktet Micrognathus och familjen kantnålsfiskar. Inga underarter finns listade i Catalogue of Life.